# Élections législatives de 2022 dans le Puy-de-Dôme
Les élections législatives françaises de 2022 se déroulent les 12 et 19 juin 2022. Dans le Puy-de-Dôme, cinq députés sont à élire dans le cadre de cinq circonscriptions.

## Contexte

### Résultats de l'élection présidentielle de 2022 par circonscription
| Circonscription | 1er tour | 1er tour | 1er tour  |         | 2d tour | 2d tour |
| Circonscription | Macron   | Le Pen   | Mélenchon | Macron  | Le Pen  |         |
| --------------- | -------- | -------- | --------- | ------- | ------- | ------- |
| Circonscription |          |          |           |         |         |         |
| 1re             | 28,27 %  | 18,31 %  | 26,90 %   | 66,25 % | 33,75 % |         |
| 2e              | 26,46 %  | 24,49 %  | 18,52 %   | 55,45 % | 44,55 % |         |
| 3e              | 31,99 %  | 16,20 %  | 20,33 %   | 68,32 % | 31,68 % |         |
| 4e              | 28,06 %  | 22,25 %  | 20,84 %   | 59,70 % | 40,30 % |         |
| 5e              | 25,61 %  | 26,87 %  | 18,67 %   | 53,06 % | 46,94 % |         |

## Système électoral
Les élections législatives ont lieu au scrutin uninominal majoritaire à deux tours dans des circonscriptions uninominales.
Est élu au premier tour le candidat qui réunit la majorité absolue des suffrages exprimés et un nombre de voix au moins égal au quart (25 %) des électeurs inscrits dans la circonscription. Si aucun des candidats ne satisfait ces conditions, un second tour est organisé entre les candidats ayant réuni un nombre de voix au moins égal à un huitième des inscrits (12,5 %) ; les deux candidats arrivés en tête du premier tour se maintiennent néanmoins par défaut si un seul ou aucun d'entre eux n'a atteint ce seuil. Au second tour, le candidat arrivé en tête est déclaré élu.
Le seuil de qualification basé sur un pourcentage du total des inscrits et non des suffrages exprimés rend plus difficile l'accès au second tour lorsque l'abstention est élevée. Le système permet en revanche l'accès au second tour de plus de deux candidats si plusieurs d'entre eux franchissent le seuil de 12,5 % des inscrits. Les candidats en lice au second tour peuvent ainsi être trois, un cas de figure appelé « triangulaire ». Les second tours où s'affrontent quatre candidats, appelés « quadrangulaire » sont également possibles, mais beaucoup plus rares.

### Partis et nuances
Les résultats des élections sont publiés en France par le ministère de l'Intérieur, qui classe les partis en leur attribuant des nuances politiques. Ces dernières sont décidées par les préfets, qui les attribuent indifféremment de l'étiquette politique déclarée par les candidats, qui peut être celle d'un parti ou une candidature sans étiquette.
En 2022, seules les coalitions Ensemble (ENS) et Nouvelle Union populaire écologique et sociale (NUP), ainsi que le Parti radical de gauche (RDG), l'Union des démocrates et indépendants (UDI), Les Républicains (LR), le Rassemblement national (RN) et Reconquête (REC) se voient attribuer  une nuance propre,,.
Tous les autres partis se voient attribuer l'une ou l'autre des nuances suivantes : DXG (divers extrême gauche), DVG (divers gauche), ECO (écologiste), REG (régionaliste), DVC (divers centre), DVD (divers droite), DSV (droite souverainiste) et DXD (divers extrême droite). Des partis comme Debout la France ou Lutte ouvrière ne disposent ainsi pas de nuance propre, et leurs résultats nationaux ne sont pas publiés séparément par le ministère, car mélangés avec d'autres partis (respectivement dans les nuances DSV et DXG),.

## Résultats

### Élus
| Circonscription                                 | Député sortant         | Parti | Parti | Groupe | Député élu ou réélu    | Parti | Parti    | Groupe |
| ----------------------------------------------- | ---------------------- | ----- | ----- | ------ | ---------------------- | ----- | -------- | ------ |
| 1re                                             | Valérie Thomas         |       | LREM  | LREM   | Marianne Maximi        |       | LFI - E! | LFI    |
| 2e                                              | Christine Pirès-Beaune |       | PS    | SOC    | Christine Pirès-Beaune |       | PS       | SOC    |
| 3e                                              | Laurence Vichnievsky   |       | MoDem | MoDem  | Laurence Vichnievsky   |       | MoDem    | DEM    |
| 4e                                              | Michel Fanget*         |       | MoDem | MoDem  | Delphine Lingemann     |       | MoDem    | DEM    |
| 5e                                              | André Chassaigne       |       | PCF   | GDR    | André Chassaigne       |       | PCF      | GDR    |
| * député sortant ne se représentant pas en 2022 |                        |       |       |        |                        |       |          |        |

### Résultats à l'échelle du département

#### Résultats par coalition
| Parti et coalition                                           | Parti et coalition                                           | Parti et coalition                            | Premier tour | Premier tour | Premier tour | Second tour   | Second tour   | Second tour | Total Sièges  | +/-           |  |
| Parti et coalition                                           | Parti et coalition                                           | Parti et coalition                            | Voix         | %            | Sièges       | Voix          | %             | Sièges      | Total Sièges  | +/-           |  |
| ------------------------------------------------------------ | ------------------------------------------------------------ | --------------------------------------------- | ------------ | ------------ | ------------ | ------------- | ------------- | ----------- | ------------- | ------------- |  |
|                                                              |                                                              | Parti communiste français (PCF)               | 25 686       | 10,85        | 0            | 30 966        | 14,76         | 1           | 1             | en stagnation |  |
|                                                              | Parti socialiste (PS)                                        | 20 055                                        | 8,47         | 0            | 26 614       | 12,69         | 1             | 1           | en stagnation |               |  |
|                                                              | La France insoumise (LFI)                                    | 15 519                                        | 6,55         | 0            | 22 564       | 10,76         | 0             | 0           | en stagnation |               |  |
|                                                              | Europe Écologie Les Verts (EELV)                             | 14 363                                        | 6,07         | 0            | 20 358       | 9,71          | 0             | 0           | en stagnation |               |  |
|                                                              | La France insoumise - Ensemble ! (LFI - E!)                  | 13 211                                        | 5,58         | 0            | 18 189       | 8,67          | 1             | 1           | 1             |               |  |
| Total Nouvelle Union populaire écologique et sociale (NUPES) | Total Nouvelle Union populaire écologique et sociale (NUPES) | 88 834                                        | 37,52        | 0            | 118 691      | 56,58         | 3             | 3           | 1             |               |  |
|                                                              |                                                              | Mouvement démocrate (MoDem)                   | 26 395       | 11,15        | 0            | 45 722        | 21,80         | 2           | 2             | en stagnation |  |
|                                                              | La République en marche (LREM)                               | 19 623                                        | 8,29         | 0            | 16 637       | 7,93          | 0             | 0           | 1             |               |  |
|                                                              | Territoires de progrès (TdP)                                 | 9 017                                         | 3,81         | 0            | 15 077       | 7,19          | 0             | 0           | Nv            |               |  |
| Total Ensemble (ENS)                                         | Total Ensemble (ENS)                                         | 55 035                                        | 23,25        | 0            | 77 436       | 36,92         | 2             | 2           | 1             |               |  |
|                                                              | Rassemblement national (RN)                                  | Rassemblement national (RN)                   | 37 581       | 15,87        | 0            | 13 633        | 6,50          | 0           | 0             | en stagnation |  |
|                                                              |                                                              | Les Républicains (LR)                         | 30 822       | 13,02        | 0            |               |               |             | 0             | en stagnation |  |
| Total Union de la droite et du centre (UDC)                  | Total Union de la droite et du centre (UDC)                  | 30 822                                        | 13,02        | 0            | 0            | en stagnation |               |             |               |               |  |
|                                                              | Reconquête (REC)                                             | Reconquête (REC)                              | 6 611        | 2,79         | 0            | 0             | Nv            |             |               |               |  |
|                                                              | Parti animaliste (PA)                                        | Parti animaliste (PA)                         | 3 563        | 1,50         | 0            | 0             | en stagnation |             |               |               |  |
|                                                              | Lutte ouvrière (LO)                                          | Lutte ouvrière (LO)                           | 2 766        | 1,17         | 0            | 0             | en stagnation |             |               |               |  |
|                                                              |                                                              | Gauche républicaine et socialiste (GRS)       | 1 286        | 0,54         | 0            | 0             | Nv            |             |               |               |  |
|                                                              | L'Engagement (ENG)                                           | 1 186                                         | 0,50         | 0            | 0            | Nv            |               |             |               |               |  |
| Total Fédération de la gauche républicaine (FGR)             | Total Fédération de la gauche républicaine (FGR)             | 2 472                                         | 1,04         | 0            | 0            | Nv            |               |             |               |               |  |
|                                                              | Dissidents Ensemble                                          | Dissidents Ensemble                           | 2 217        | 0,94         | 0            | 0             | Nv            |             |               |               |  |
|                                                              | Parti radical de gauche (PRG)                                | Parti radical de gauche (PRG)                 | 2 045        | 0,86         | 0            | 0             | Nv            |             |               |               |  |
|                                                              | Le Mouvement de la ruralité (LMR)                            | Le Mouvement de la ruralité (LMR)             | 1 971        | 0,83         | 0            | 0             | Nv            |             |               |               |  |
|                                                              |                                                              | Debout la France (DLF)                        | 1 017        | 0,43         | 0            | 0             | en stagnation |             |               |               |  |
|                                                              | Génération Frexit (GF)                                       | 550                                           | 0,23         | 0            | 0            | Nv            |               |             |               |               |  |
| Total Union pour la France (UPF)                             | Total Union pour la France (UPF)                             | 1 567                                         | 0,66         | 0            | 0            | en stagnation |               |             |               |               |  |
|                                                              |                                                              | Partit occitan (POC)                          | 238          | 0,10         | 0            | 0             | Nv            |             |               |               |  |
| Total Régions et peuples solidaires (R&PS)                   | Total Régions et peuples solidaires (R&PS)                   | 238                                           | 0,10         | 0            | 0            | Nv            |               |             |               |               |  |
|                                                              | Parti ouvrier indépendant démocratique (POID)                | Parti ouvrier indépendant démocratique (POID) | 165          | 0,07         | 0            | 0             | Nv            |             |               |               |  |
|                                                              | Fédération française de citoyenneté (FFC)                    | Fédération française de citoyenneté (FFC)     | 56           | 0,02         | 0            | 0             | Nv            |             |               |               |  |
|                                                              | Parti pirate (PP)                                            | Parti pirate (PP)                             | 41           | 0,02         | 0            | 0             | Nv            |             |               |               |  |
|                                                              | Autres partis                                                | Autres partis                                 | 771          | 0,33         | 0            | 0             | en stagnation |             |               |               |  |
|                                                              |                                                              |                                               |              |              |              |               |               |             |               |               |  |
| Suffrages exprimés                                           | Suffrages exprimés                                           | Suffrages exprimés                            | 236 755      | 97,66        |              | 209 760       | 91,59         |             |               |               |  |
| Votes blancs                                                 | Votes blancs                                                 | Votes blancs                                  | 4 072        | 1,68         | 13 374       | 5,84          |               |             |               |               |  |
| Votes nuls                                                   | Votes nuls                                                   | Votes nuls                                    | 1 609        | 0,66         | 5 886        | 2,57          |               |             |               |               |  |
| Total                                                        | Total                                                        | Total                                         | 242 436      | 100          | 0            | 229 020       | 100           | 5           | 5             | en stagnation |  |
| Abstentions                                                  | Abstentions                                                  | Abstentions                                   | 227 485      | 48,41        |              | 240 976       | 51,27         |             |               |               |  |
| Inscrits/Participation                                       | Inscrits/Participation                                       | Inscrits/Participation                        | 469 921      | 51,59        | 469 996      | 48,73         |               |             |               |               |  |

#### Résultats par nuance
| Nuance                 | Nuance                                         | Nuance                 | Premier tour | Premier tour | Premier tour | Second tour | Second tour   | Second tour | Total Sièges | +/-           |  |
| Nuance                 | Nuance                                         | Nuance                 | Voix         | %            | Sièges       | Voix        | %             | Sièges      | Total Sièges | +/-           |  |
| ---------------------- | ---------------------------------------------- | ---------------------- | ------------ | ------------ | ------------ | ----------- | ------------- | ----------- | ------------ | ------------- |  |
|                        | Nouvelle Union populaire écologique et sociale | NUP                    | 88 834       | 37,52        | 0            | 118 691     | 56,58         | 3           | 3            | 1             |  |
|                        | Ensemble !                                     | ENS                    | 55 035       | 23,25        | 0            | 77 436      | 36,92         | 2           | 2            | 1             |  |
|                        | Rassemblement national                         | RN                     | 37 581       | 15,87        | 0            | 13 633      | 6,50          | 0           | 0            | en stagnation |  |
|                        | Les Républicains                               | LR                     | 30 822       | 13,02        | 0            |             |               |             | 0            | en stagnation |  |
|                        | Reconquête                                     | REC                    | 6 611        | 2,79         | 0            | 0           | Nv            |             |              |               |  |
|                        | Ecologistes                                    | ECO                    | 3 563        | 1,50         | 0            | 0           | en stagnation |             |              |               |  |
|                        | Divers gauche                                  | DVG                    | 3 340        | 1,41         | 0            | 0           | en stagnation |             |              |               |  |
|                        | Divers extrême gauche                          | DXG                    | 2 931        | 1,24         | 0            | 0           | en stagnation |             |              |               |  |
|                        | Divers centre                                  | DVC                    | 2 217        | 0,94         | 0            | 0           | Nv            |             |              |               |  |
|                        | Parti radical de gauche                        | RDG                    | 2 045        | 0,86         | 0            | 0           | Nv            |             |              |               |  |
|                        | Divers droite                                  | DVD                    | 1 971        | 0,83         | 0            | 0           | en stagnation |             |              |               |  |
|                        | Droite souverainiste                           | DSV                    | 1 567        | 0,66         | 0            | 0           | en stagnation |             |              |               |  |
|                        | Régionaliste                                   | REG                    | 238          | 0,10         | 0            | 0           | Nv            |             |              |               |  |
|                        |                                                |                        |              |              |              |             |               |             |              |               |  |
| Suffrages exprimés     | Suffrages exprimés                             | Suffrages exprimés     | 236 755      | 97,66        |              | 209 760     | 91,59         |             |              |               |  |
| Votes blancs           | Votes blancs                                   | Votes blancs           | 4 072        | 1,68         | 13 374       | 5,84        |               |             |              |               |  |
| Votes nuls             | Votes nuls                                     | Votes nuls             | 1 609        | 0,66         | 5 886        | 2,57        |               |             |              |               |  |
| Total                  | Total                                          | Total                  | 242 436      | 100          | 0            | 229 020     | 100           | 5           | 5            | en stagnation |  |
| Abstentions            | Abstentions                                    | Abstentions            | 227 485      | 48,41        |              | 240 976     | 51,27         |             |              |               |  |
| Inscrits/Participation | Inscrits/Participation                         | Inscrits/Participation | 469 921      | 51,59        | 469 996      | 48,73       |               |             |              |               |  |

### Cartes

Nuance politique des candidats arrivés en tête dans chaque commune au 1er tour.
Nuance politique des candidats arrivés en tête dans chaque commune au 2e tour.

### Analyse
Un an après la prise du conseil départemental par la droite, la bataille législative se joue tout de même en grande partie entre la gauche, représentée en premier lieu par la NUPES, et les macronistes, sous la bannière d'Ensemble.
La NUPES peut déjà compter sur deux sortants bien implantés. Il ne se trouve aucune commune dans la circonscription d'Ambert-Thiers pour placer quelqu'un d'autre que le sortant communiste en tête du premier tour de cette élection. Dans ce contexte, André Chassaigne, président depuis 2012 du groupe communiste à l'Assemblée, s'approche de 50 % des voix dès le premier tour. Pour sa huitième candidature et sa cinquième victoire, il s'agit de son meilleur pourcentage. Il bat au second tour la candidate RN, Brigitte Carletto de Bussières-et-Pruns. Quant à la sortante socialiste de Riom, Christine Pirès-Beaune, elle remporte sa troisième élection, avec un meilleur pourcentage de voix par rapport à ses deux premières tentatives. Elle triomphe largement au second tour de Karina Monnet, conseillère départementale macroniste d'Aigueperse. 
Ensemble qui tient les trois autres sièges doit affronter trois candidats NUPES, deux insoumises et un écologiste, qui parviennent en tête du premier tour. À Clermont-Ferrand, Marianne Maximi, tête de liste insoumise aux précédentes élections municipales, voit son avance acquise au premier tour réduite au second mais cela ne suffit pas pour Valérie Thomas, la députée macroniste sortante, qui n'obtient pas de deuxième mandat. Dans le secteur d'Issoire, le sortant MoDem Michel Fanget ne peut se représenter en raison d'une condamnation judiciaire. La nouvelle candidate MoDem est Delphine Lingemann, adjointe au maire de Royat. Au premier tour, elle est devancée avec cinq points d'avance par Valérie Goléo, conseillère municipale insoumise à Issoire. Elle parvient à suffisamment progresser entre les deux tours pour l'emporter avec 116 voix d'avance. Pour sa deuxième tentative législative, Nicolas Bonnet, adjoint écologiste au maire de Clermont, prend la tête du premier tour dans le secteur de Clermont-Ouest. Cependant lui aussi est rattrapé au second tour par la sortante, ancienne camarade de parti, Laurence Vichnievsky.

### Résultats par circonscription

#### Première circonscription
Députée sortante : Valérie Thomas (La République en marche).
| Candidat                 | Candidat                 | Parti et coalition       | Nuance                   | Premier tour | Premier tour | Second tour | Second tour |
| Candidat                 | Candidat                 | Parti et coalition       | Nuance                   | Voix         | %            | Voix        | %           |
| ------------------------ | ------------------------ | ------------------------ | ------------------------ | ------------ | ------------ | ----------- | ----------- |
|                          | Marianne Maximi          | LFI - E! (NUPES)         | NUP                      | 13 211       | 34,50        | 18 189      | 52,23       |
|                          | Valérie Thomas           | LREM (ENS)               | ENS                      | 10 466       | 27,33        | 16 637      | 47,77       |
|                          | Anne Biscos              | RN                       | RN                       | 5 617        | 14,67        |             |             |
|                          | Sébastien Galpier        | LR (UDC)                 | LR                       | 4 320        | 11,28        |             |             |
|                          | Laurent Hecquet          | GRS (FGR)                | DVG                      | 1 286        | 3,36         |             |             |
|                          | Xavier Oliver            | REC                      | REC                      | 1 235        | 3,23         |             |             |
|                          | Chérif Bouzid            | LCit                     | DVG                      | 771          | 2,01         |             |             |
|                          | Aurélie De Francesco     | PA                       | ECO                      | 607          | 1,59         |             |             |
|                          | Dominique Leclair        | LO                       | DXG                      | 376          | 0,98         |             |             |
|                          | Maël Capolino            | POC (R&PS)               | REG                      | 238          | 0,62         |             |             |
|                          | Patrice Faucheux         | POID                     | DXG                      | 165          | 0,43         |             |             |
|                          |                          |                          |                          |              |              |             |             |
| Votes valides            | Votes valides            | Votes valides            | Votes valides            | 38 292       | 97,72        | 34 826      | 93,09       |
| Votes blancs             | Votes blancs             | Votes blancs             | Votes blancs             | 619          | 1,58         | 1 748       | 4,67        |
| Votes nuls               | Votes nuls               | Votes nuls               | Votes nuls               | 273          | 0,70         | 836         | 2,23        |
| Total                    | Total                    | Total                    | Total                    | 39 184       | 100          | 37 410      | 100         |
| Abstention               | Abstention               | Abstention               | Abstention               | 44 991       | 53,45        | 46 788      | 55,57       |
| Inscrits / participation | Inscrits / participation | Inscrits / participation | Inscrits / participation | 84 175       | 46,55        | 84 198      | 44,43       |

#### Deuxième circonscription
Députée sortante : Christine Pirès-Beaune (Parti socialiste).
| Candidat                 | Candidat                 | Parti et coalition       | Nuance                   | Premier tour | Premier tour | Second tour | Second tour |
| Candidat                 | Candidat                 | Parti et coalition       | Nuance                   | Voix         | %            | Voix        | %           |
| ------------------------ | ------------------------ | ------------------------ | ------------------------ | ------------ | ------------ | ----------- | ----------- |
|                          | Christine Pirès-Beaune   | PS (NUPES)               | NUP                      | 20 055       | 41,84        | 26 614      | 63,84       |
|                          | Karina Monnet            | TdP-LREM (ENS)           | ENS                      | 9 017        | 18,81        | 15 077      | 36,16       |
|                          | Isabelle Dupré           | RN                       | RN                       | 7 862        | 16,40        |             |             |
|                          | Sylvain Durin            | LR (UDC)                 | LR                       | 7 332        | 15,30        |             |             |
|                          | Aurélien Chabrier        | REC                      | REC                      | 1 172        | 2,45         |             |             |
|                          | Marie-Paule Lacombe      | LMR                      | DVD                      | 667          | 1,39         |             |             |
|                          | Franck Truchon           | LO                       | DXG                      | 667          | 1,39         |             |             |
|                          | Nicole Frezouls-Le Pont  | PA                       | ECO                      | 634          | 1,32         |             |             |
|                          | Jean-Pierre Félix        | DLF (UPF)                | DSV                      | 486          | 1,01         |             |             |
|                          | Kenny Berthon            | PP                       | DVG                      | 41           | 0,09         |             |             |
|                          |                          |                          |                          |              |              |             |             |
| Votes valides            | Votes valides            | Votes valides            | Votes valides            | 47 933       | 97,82        | 41 691      | 91,66       |
| Votes blancs             | Votes blancs             | Votes blancs             | Votes blancs             | 783          | 1,60         | 2 530       | 5,56        |
| Votes nuls               | Votes nuls               | Votes nuls               | Votes nuls               | 284          | 0,58         | 1 262       | 2,77        |
| Total                    | Total                    | Total                    | Total                    | 49 000       | 100          | 45 483      | 100         |
| Abstention               | Abstention               | Abstention               | Abstention               | 41 065       | 45,59        | 44 608      | 49,51       |
| Inscrits / participation | Inscrits / participation | Inscrits / participation | Inscrits / participation | 90 065       | 54,41        | 90 091      | 50,49       |

#### Troisième circonscription
Députée sortante : Laurence Vichnievsky (Mouvement démocrate).
| Candidat                 | Candidat                 | Parti et coalition       | Nuance                   | Premier tour | Premier tour | Second tour | Second tour |
| Candidat                 | Candidat                 | Parti et coalition       | Nuance                   | Voix         | %            | Voix        | %           |
| ------------------------ | ------------------------ | ------------------------ | ------------------------ | ------------ | ------------ | ----------- | ----------- |
|                          | Nicolas Bonnet           | EÉLV (NUPES)             | NUP                      | 14 363       | 30,08        | 20 358      | 46,91       |
|                          | Laurence Vichnievsky     | MoDem (ENS)              | ENS                      | 13 525       | 28,33        | 23 042      | 53,09       |
|                          | Marie-Anne Marchis       | LR (UDC)                 | LR                       | 6 839        | 14,32        |             |             |
|                          | Françoise Batisson       | RN                       | RN                       | 5 759        | 12,06        |             |             |
|                          | Florence Lhermet         | PRG                      | RDG                      | 2 045        | 4,28         |             |             |
|                          | Mathilde Henry           | REC                      | REC                      | 1 580        | 3,31         |             |             |
|                          | Richard Bony             | ENG (FGR)                | DVG                      | 1 186        | 2,48         |             |             |
|                          | Cédic Othily             | PA                       | ECO                      | 817          | 1,71         |             |             |
|                          | Élisabeth Watremez       | LMR                      | DVD                      | 660          | 1,38         |             |             |
|                          | Sophie Lavier            | DLF (UPF)                | DSV                      | 531          | 1,11         |             |             |
|                          | Marie Savre              | LO                       | DXG                      | 439          | 0,92         |             |             |
|                          |                          |                          |                          |              |              |             |             |
| Votes valides            | Votes valides            | Votes valides            | Votes valides            | 47 744       | 97,63        | 43 400      | 92,06       |
| Votes blancs             | Votes blancs             | Votes blancs             | Votes blancs             | 840          | 1,72         | 2 580       | 5,35        |
| Votes nuls               | Votes nuls               | Votes nuls               | Votes nuls               | 321          | 0,66         | 1 162       | 2,59        |
| Total                    | Total                    | Total                    | Total                    | 48 905       | 100          | 47 142      | 100         |
| Abstention               | Abstention               | Abstention               | Abstention               | 40 980       | 45,59        | 42 761      | 47,56       |
| Inscrits / participation | Inscrits / participation | Inscrits / participation | Inscrits / participation | 89 885       | 54,41        | 89 903      | 52,44       |

#### Quatrième circonscription
Député sortant : Michel Fanget (Mouvement démocrate), déclaré inéligible. Le 24 mai 2022, le tribunal administratif de Clermont-Ferrand rejette le recours de Michel Fanget contre la décision du préfet du Puy-de-Dôme.
| Candidat                 | Candidat                 | Parti et coalition       | Nuance                   | Premier tour | Premier tour | Second tour | Second tour |
| Candidat                 | Candidat                 | Parti et coalition       | Nuance                   | Voix         | %            | Voix        | %           |
| ------------------------ | ------------------------ | ------------------------ | ------------------------ | ------------ | ------------ | ----------- | ----------- |
|                          | Valérie Goléo            | LFI (NUPES)              | NUP                      | 15 519       | 30,73        | 22 564      | 49,87       |
|                          | Delphine Lingemann       | MoDem (ENS)              | ENS                      | 12 870       | 25,48        | 22 680      | 50,13       |
|                          | Didier Brulé             | RN                       | RN                       | 8 379        | 16,59        |             |             |
|                          | Florence Dubessy         | LR (UDC)                 | LR                       | 8 159        | 16,15        |             |             |
|                          | Laurent Pradier          | MoDem diss.              | DVC                      | 2 217        | 4,39         |             |             |
|                          | Pascale Sanchez          | REC                      | REC                      | 1 296        | 2,57         |             |             |
|                          | Isabelle Chavroche       | PA                       | ECO                      | 767          | 1,52         |             |             |
|                          | François Marotte         | LO                       | DXG                      | 749          | 1,48         |             |             |
|                          | Béatrice Hénoux          | GF (UPF)                 | DSV                      | 550          | 1,09         |             |             |
|                          |                          |                          |                          |              |              |             |             |
| Votes valides            | Votes valides            | Votes valides            | Votes valides            | 50 506       | 97,30        | 45 244      | 91,14       |
| Votes blancs             | Votes blancs             | Votes blancs             | Votes blancs             | 1 018        | 1,96         | 3 112       | 6,27        |
| Votes nuls               | Votes nuls               | Votes nuls               | Votes nuls               | 386          | 0,74         | 1 289       | 2,60        |
| Total                    | Total                    | Total                    | Total                    | 51 910       | 100          | 49 645      | 100         |
| Abstention               | Abstention               | Abstention               | Abstention               | 49 469       | 48,80        | 51 716      | 51,02       |
| Inscrits / participation | Inscrits / participation | Inscrits / participation | Inscrits / participation | 101 379      | 51,20        | 101 361     | 48,98       |

#### Cinquième circonscription
Député sortant : André Chassaigne (Parti communiste français).
| Candidat                 | Candidat                 | Parti et coalition       | Nuance                   | Premier tour | Premier tour | Second tour | Second tour |
| Candidat                 | Candidat                 | Parti et coalition       | Nuance                   | Voix         | %            | Voix        | %           |
| ------------------------ | ------------------------ | ------------------------ | ------------------------ | ------------ | ------------ | ----------- | ----------- |
|                          | André Chassaigne         | PCF (NUPES)              | NUP                      | 25 686       | 49,13        | 30 966      | 69,43       |
|                          | Brigitte Carletto        | RN                       | RN                       | 9 964        | 19,06        | 13 633      | 30,57       |
|                          | Karine Legrand           | LREM (ENS)               | ENS                      | 9 157        | 17,52        |             |             |
|                          | Yves Courthaliac         | LR (UDC)                 | LR                       | 4 172        | 7,98         |             |             |
|                          | Jérémy Prévost           | REC                      | REC                      | 1 328        | 2,54         |             |             |
|                          | Philippe Le Pont         | PA                       | ECO                      | 738          | 1,41         |             |             |
|                          | Pascal Pointud           | LMR                      | DVD                      | 644          | 1,23         |             |             |
|                          | Gabrielle Capron         | LO                       | DXG                      | 535          | 1,02         |             |             |
|                          | Emmanuelle Tarrerias     | FFC                      | DVG                      | 56           | 0,11         |             |             |
|                          |                          |                          |                          |              |              |             |             |
| Votes valides            | Votes valides            | Votes valides            | Votes valides            | 52 280       | 97,83        | 44 599      | 90,39       |
| Votes blancs             | Votes blancs             | Votes blancs             | Votes blancs             | 812          | 1,52         | 3 404       | 6,90        |
| Votes nuls               | Votes nuls               | Votes nuls               | Votes nuls               | 345          | 0,65         | 1 337       | 2,71        |
| Total                    | Total                    | Total                    | Total                    | 53 437       | 100          | 49 340      | 100         |
| Abstention               | Abstention               | Abstention               | Abstention               | 50 980       | 48,82        | 55 103      | 52,76       |
| Inscrits / participation | Inscrits / participation | Inscrits / participation | Inscrits / participation | 104 417      | 51,18        | 104 443     | 47,24       |